# Řebříček bertrám

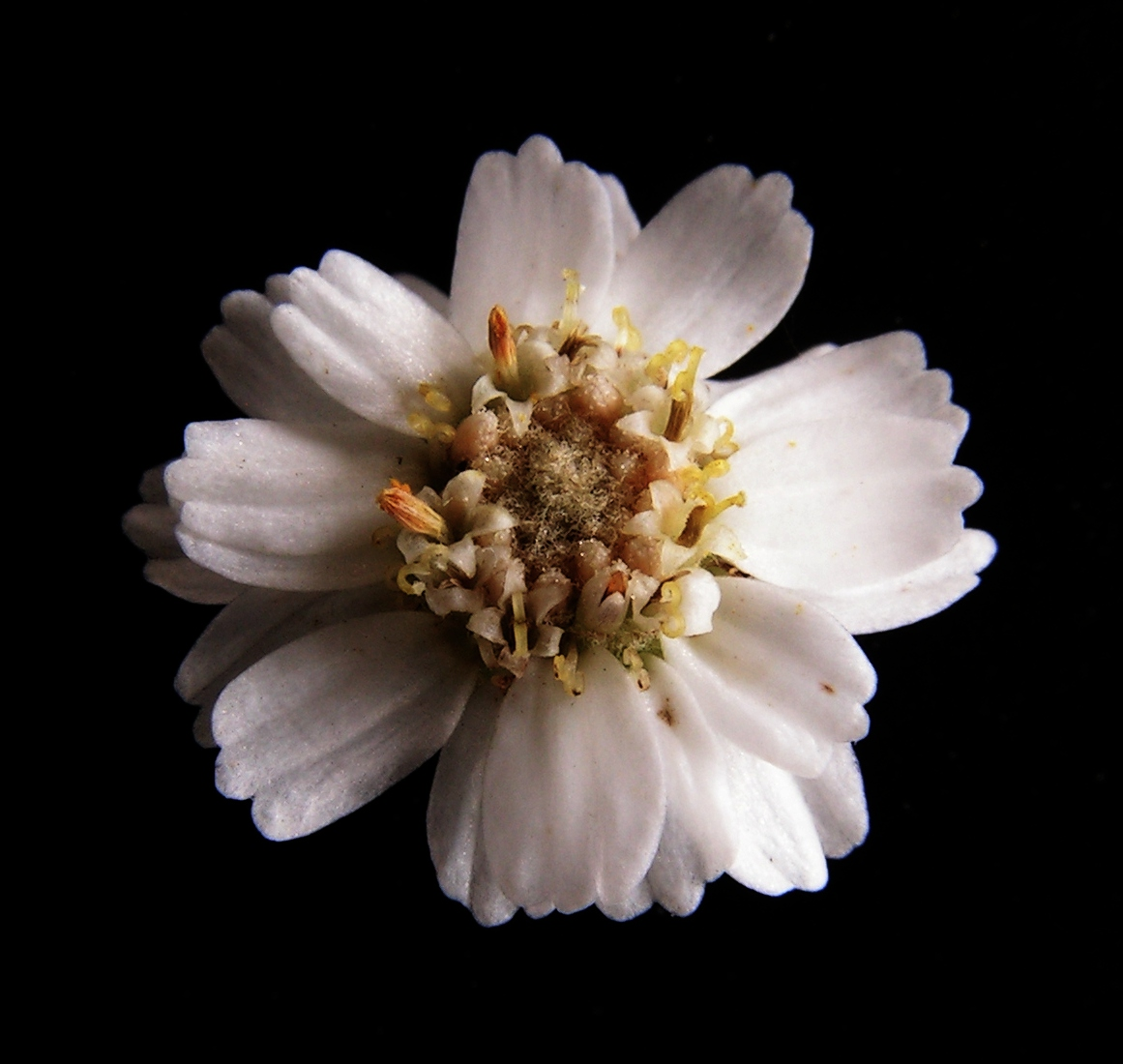
Květenství

Řebříček bertrám (Achillea ptarmica) je vytrvalá, okrasná i léčivá rostlina s drobnými úbory bílých květů. V české přírodě je původním druhem a přísluší do rodu řebříček, který je celosvětově tvořen více než stovkou druhů. Vědecký název druhu ptarmica pochází z řeckého výrazu „kýchání“ (řecky ptairo), z jeho usušených listů se dělával „kýchací prášek“.

## Výskyt
Je hlavně evropským druhem, na severu je jeho výskyt ohraničen Britskými ostrovy a Skandinávií, na jihu severem Španělska a Itálie, jihem Francie, středem Balkánského poloostrova a jihem Ukrajiny, na východě evropskou částí Ruska. Druhotně byl zavlečen do přírody Severní Ameriky (Kanada a severní část Spojených států amerických), Austrálie i Nového Zélandu.
V České republice byl v minulosti poměrně hojně pěstován na velké části území, proto je nesnadné rozlišit jeho přirozený a druhotný výskyt. Roste především v mezofytiku po celém území státu a jen okrajově až vzácně zasahuje do oreofytika nebo termofytika. Za nejvýše položené areály původního rozšíření jsou považována místa na Šumavě v 930 m n. m., v Jizerských horách v 900 m a v Krkonoších v 840 m, za nejníže položené u Děčína ve 125 m a u Lanžhotu ve 150 m.

## Ekologie
Nejčastěji se vyskytuje v říčních nebo potočních nivách, stejně jako na svažnatých prameništích či loukách v blízkostí rašelinišť. Je hemikryptofyt obvykle rostoucí na mokrých nebo střídavě vlhkých loukách, na březích řek, potoků, rybníků, odvodňovacích kanálů, v příkopech cest i na nesečených vlhkých plochách v lidských sídlištích. Má rád osluněné stanoviště, snáší však i částečné zastínění. Potřebuje půdu střídavě vlhkou až trvale zamokřenou, neutrální až kyselou, s malých obsahem uhličitanu vápenatého. Pokusy o jeho pěstování na suchých, propustných půdách se nesetkávají s úspěchem. Dostupnost vláhy a živin má podstatný vliv na výšku rostliny, velikost listů i bohatost květenství. Ploidie druhu je 2n = 18.
Byliny vykvétají v červnu až září, plody dozrávají i v říjnu. Nová květenství zakládají v průběhu celé vegetační sezony. Jednotlivé květy v rámci úboru rozkvétají postupně, v kruzích od kraje ke středu. Tím má řebříček bertrám podstatně větší šanci na opylení a vytvoření semen než rostliny s květy vykvétajícími najednou.

## Popis
Vytrvalá rostlina s přímou nebo krátce vystoupavou, oblou lodyhou vysokou 20 až 100 cm rostoucí z plazivého oddenku. Lodyha je obvykle nevětvená, pouze někdy se větví v horní části, je světle zelená, v dolní části olysalá a v horní řídce dlouze chlupatá. Je střídavě porostlá přisedlými, sytě zelenými listy, které mají čepel celistvou nebo peřenolaločnou, úzce podlouhlou až čárkovitě kopinatou, po obvodě dvakrát ostře pilovitou, na konci špičatou, dlouhou 3 až 8 cm a širokou 3 až 6 cm. Spodní a střední listy jsou k lodyze přisedlé zúženou bází, horní listy jsou objímavé.
Lodyha má na vrcholu v chocholičnaté latě větší počet stopkatých úborů s bělavými květy. Květenství obsahuje 5 až 35 úborů o průměru do 1,5 cm. Zákrov je polokulovitý, víceřadý s kopinatými listeny, z nichž střední jsou světle zelené s hnědým blanitým okrajem a vyniklou střední žilkou. Všechny květy úboru mají pět prašníků a ze dvou plodolistů vytvořený jednopouzdrý, jednovaječný semeník, nesoucí krátkou jednoduchou čnělku s dvojitou bliznou. Jsou cizosprašné a protandrické, zralý pyl z prašníků vypadá mnohem dřív, něž blizna téhož květu dospěje a nemůže tak opylit vlastní vajíčko v semeníku. Květy ve středu úboru, na ploše kuželovitém lůžku, jsou četné, oboupohlavné a mají srostlé trubkovité, pětizubé koruny bílé barvy; kalich je u všech květů redukovaný. Po obvodě lůžka bývá 8 až 13 jazykovitých, samičích květů s bílou, eliptickou ligulou asi 4 mm dlouhou, 3 mm širokou a na vrcholu trojzubou. Ojediněle se vyskytují rostliny se všemi květy jazykovitými, jedná se o varietu 'liguliflora'. Květy jsou opylovány hmyzem, který přilétá pro pyl nebo nektar vylučovaný nektarovými žlázkami okolo čnělky.
Plody jsou klínovité nažky asi 2 mm dlouhé a 1 mm široké, které nemají chmýr. Jsou stejné z jazykovitých i trubkovitých květů, šedé, lysé, na bázi uťaté a se dvěma postranními světlejšími žebry.

## Rozmnožování
Rostliny se na stanovištích rozšiřují rozrůstáním oddenků, které po celé délce koření a vypouštějí nové lodyhy. Řebříček bertrám se v kypré a na živiny bohaté půdě snadno může stát invazní rostlinou. Na větší vzdálenost se dostávají semeny (nažkami), která roznáší vítr. Jedna rostlina může za rok vyprodukovat i tisíc semen s poměrně krátkou dobou klíčivosti. Nejlépe klíčí na vlhkém povrchu půdy nebo v hloubce do 1 cm, z hloubky 3 cm již nevyklíčí. Obvykle vyklíčí za jeden až tři měsíce, nejprve vytvoří listovou růžici a později poměrně rozsáhlý kořenový systém.

## Význam
Řebříček bertrám se v minulosti, dnes již méně často, pěstoval jako léčivá rostlina. Droga z něj byla někdy považována za účinnější než ze řebříčku obecného. Čerstvé listy odpuzují hmyz, rozdrcené suché listy sloužívaly jako kýchací prášek a odvar z listů se používal vnitřně např. při potížích trávicí, vylučovací či oběhové soustavy, proti kašli nebo ke snížení bolestí při menstruaci. Zevně se rozdrcené listy přikládaly na špatně se hojící rány nebo se žvýkaly pro ztlumení bolesti zubů.
Je občas vysazován jako vděčná trvalka v okrasných zahradách i parcích, je preferován pro pohledné úbory s dlouhou trvanlivosti a také jako květina vhodná k řezu. Bylina je používána buď v původní plané formě, nebo ve vyšlechtěné, plnokvěté, kdy všechny květy úborů mají jazykovité koruny.